# Jakub Mareš
Jakub Mares (nacido el 26 de enero de 1987 en Teplice, República Checa) es un futbolista checo que juega como delantero centro. Actualmente se encuentra jugando en el Teplice de la Liga de Fútbol de la República Checa. Ha pasado por todas las categorías de la selección checa hasta llegar a la selección sub-21.

## Trayectoria

### Teplice
Jakub Mares empezó jugando en las categorías del Teplice siendo cedido al Slovako en 2007. Ha jugado un total de 96 partidos marcando 17 goles en 4 temporadas y media desde que fue ascendido al primer equipo en el año 2005. Destaca por su facilidad de hacer goles, en los últimos 2 años empezó a perder un poco ese gran nivel que tenía que llamaba la atención a Europa. El 30 de junio de 2011 abandonó las filas del Teplice para buscar otras aventuras.

### Sparta Praga
El equipo de la capital hizo oficial el 1 de julio de julio su fichaje por 1 000 000 de € hasta 2015 desde ese momento su carrera fue en picado teniendo que recalar en el segundo equipo del Sparta que jugaba en 3 división de la República Checa. En total ha jugado 15 partidos con el primer equipo marcando un total de 2 goles, y tres partidos con el filial marcando 3 goles. 

### Mladá Boleslav
El Mladá Boleslav hizo oficial la contratación del futbolista checo, llegó a jugar hasta dos temporadas en el equipo checo con un total de 50 partidos en los que marcó 6 goles también jugando de posición de extremo, o por la banda.

### Dukla Praga
En julio de 2014, el Dukla Praga hizo oficial la contratación de Mares por 2 años por 500 000 € siendo una cifra récord para el club. Tras no triunfar como delantero, el entrenador lo puso como centrocampista jugando por la banda en la que destacó mucho llamando la atención de grandes equipos de Eslovaquia. Ha jugado un total de 80 partidos marcando 11 goles y dando 7 asistencias de gol. El Dukla Praga fue el último equipo checo del futbolista antes de empezar una nueva aventura fuera del país.

### Ruzomberok
Comenzó la nueva temporada y Jakub Mares ya tenía nuevo equipo... el Ruzomberok. Esta etapa fue muy corta ya que al año siguiente se fue al mejor equipo del país. Llegó a jugar un total de 34 partidos en los que marcó 15 goles siendo el pichichi del equipo y de la competición y dando además 4 asistencias de gol.

### Slovan Bratislava
El 1 de julio de 2017, el Slovan Bratislava hizo oficial la contratación de Jakub Mares por 2 años. El futbolista checo estableció un nuevo récord ya que en 18 partidos marcó 12 goles, lo que le hizo que equipos de una liga mayor lo llamaran. En total jugó 25 partidos, marcando 16 goles en todas las competiciones. Sólo pudo estar medio año en el gigante eslovaco, ya que recibió ofertas de Polonia y se decantó por la del Zaglebie Lubin.

### Zaglebie Lubin
El 1 de febrero de 2018, Jakub Mares se unió al Zaglebie Lubin para seguir alargando su gran momento de forma. Su primer partido fue contra nada más y nada menos que contra el Legia de Varsovia, aunque el partido acabó con derrota por 3-2 Jakub Mares marcó los dos goles para su equipo y poner en complicaciones al campeón. Tras este partido acabó la temporada jugando 15 partidos pero solo anotó 4 goles en total. 
En su segunda temporada le estaba costando adaptarse, en 8 partidos sólo marcó 2 goles y en cuanto a copa sí lo hizo bien ya que marcó un doblete jugando los 90 minutos.

## Clubes
| Club                 | País            | Año        |
| -------------------- | --------------- | ---------- |
| Teplice              | República Checa | 2007-2011  |
| Sparta Praga         | República checa | 2011-2012  |
| Mladá Boleslav       | República Checa | 2012-2014  |
| Dukla Praga          | República Checa | 2014-2016  |
| MFK Ružomberok       | Eslovaquia      | 2016-2017  |
| ŠK Slovan Bratislava | Eslovaquia      | 2017       |
| Zagłębie Lubin       | Polonia         | 2018- 2019 |
| Teplice              | República Checa | 2019-act   |